# 本人歌唱 麻丘めぐみ
『本人歌唱 麻丘めぐみ』（ほんにんかしょう あさおかめぐみ）は、麻丘めぐみのベスト・アルバム。2001年4月30日発売。発売元はビクターエンタテインメント、販売元はキープ株式会社。規格品番：VCD-1022。

## 解説
一般のCDショップのみでなく、主にホームセンターや駅構内の即席販売ショップなどに向けて出荷されている廉価版CD。
歌詞カードはブック型でなく畳まれた大きめの紙の片面にまとめて掲載されており、カセットテープ（CT）における収録通し番号（A面またはB面の何曲目か）も一緒に記載されている。

## 収録曲
1. 芽ばえ（3:16）
  - 作詞: 千家和也、作曲: 筒美京平、編曲: 高田弘
2. 森を駈ける恋人たち（2:47）
  - 作詞: 山上路夫、作曲・編曲: 筒美京平
3. わたしの彼は左きき（3:02）
  - 作詞: 千家和也、作曲・編曲: 筒美京平
4. ときめき（2:52）
  - 作詞: 千家和也、作曲・編曲: 筒美京平
5. 悲しみよこんにちは（3:39）
  - 作詞: 千家和也、作曲: 筒美京平、編曲: 高田弘
6. ねえ（3:07）
  - 作詞: 喜多条忠、作曲・編曲: 川口真
7. 悲しみのシーズン（3:15）
  - 作詞: 千家和也、作曲: 筒美京平、編曲: あかのたちお

## 関連作品
- 決定版 麻丘めぐみ